# Günther Oettinger
Pour les articles homonymes, voir Oettinger (homonymie).
Günther Hermann Oettinger, né le 15 octobre 1953 à Stuttgart, est un homme politique allemand membre de l'Union chrétienne-démocrate d'Allemagne (CDU).
Président de la Junge Union du Bade-Wurtemberg entre 1983 et 1989, il entre au Landtag en 1984, et devient sept ans plus tard président du groupe CDU. En 2005, il est ministre-président de Bade-Wurtemberg et président régional de la CDU. En 2010, il quitte le Land pour la Commission européenne, où il prend en charge le portefeuille de l'Énergie. Le 10 septembre 2014, il est nommé commissaire à l'économie numérique par Jean-Claude Juncker.

## Éléments personnels

### Formation et carrière
Après avoir passé son Abitur à Korntal, il entre à l'université de Tübingen afin d'y étudier le droit et les sciences économiques, décrochant son premier diplôme juridique d'État en 1978 et, après avoir travaillé comme associé de recherche au sein de son université, le second en 1982. Il exerce ensuite pendant deux ans la profession d'expert-comptable dans un cabinet d'avocats, avant d'y obtenir un emploi d'avocat. En 1988, il accède au statut d'associé du cabinet dans lequel il travaille.

### Vie privée
Marié à Inke Oettinger de 1994 à 2007, il vit désormais avec Friederike Beyer, de vingt-cinq ans sa cadette, et est père d'un enfant. Il est par ailleurs connu pour savoir parler le dialecte souabe.

## Vie politique

### Au sein de la CDU
Il adhère à la Junge Union (JU), organisation de jeunesse de la CDU/CSU en 1977, et en est élu président régional dans le Bade-Wurtemberg six ans plus tard. Il se fait remarquer en 1988, en réclamant publiquement la démission d'Helmut Kohl, dont il juge le leadership faible, et renonce dès l'année suivante à la présidence régionale de la JU. Parallèlement à sa carrière au sein de la JU, il occupe, de 1977 à 1985, la présidence de la section de la CDU dans la ville de Ditzingen.
Président de la fédération du parti dans le Wurtemberg-du-Nord entre 2001 et 2005, Günther Oettinger est élu président de la CDU du Bade-Wurtemberg lors du congrès du 29 avril 2005 en remplacement d'Erwin Teufel, en poste depuis 1991. Il est préféré à Annette Schavan, candidate de Teufel mais moins populaire parmi les adhérents. Il est remplacé le 20 novembre 2009 par Stefan Mappus, président du groupe parlementaire au Landtag.
Il est en outre président de la commission fédérale de la Politique des médias de la CDU de 1999 à 2006, et du groupe des experts en Politique des médias pendant les quatre années suivantes.

### Au niveau institutionnel

#### Les débuts au niveau local
Il est élu député à l'assemblée (Kreistag) de l'arrondissement de Ludwigsburg en 1979, puis devient membre du conseil municipal de Ditzingen l'année suivante. Il échoue en 1982 à se faire élire maire de la ville en ne remportant que 20 % des voix au premier tour, puis est désigné président du groupe CDU cette même année. Il démissionne du Kreistag en 1993, et de son mandat municipal en 1994.

#### Député puis ministre-président
En 1984, il obtient son premier mandat électif en entrant au Landtag (parlement régional). Il devient président du groupe parlementaire régional de la CDU sept ans plus tard, en 1991, pour une période de quatorze ans.
En octobre 2004, le ministre-président Erwin Teufel annonce son intention de se retirer de la vie politique. Après des élections internes à la CDU, cette retraite est effective au 21 avril 2005, quand Günther Oettinger est investi par le Landtag pour lui succéder. Candidat à sa propre succession aux élections régionales du 26 mars 2006, qu'il remporte avec 44,2 % des voix et 69 sièges sur 139. Il assure ainsi le maintien de la domination du parti sur le Land en ratant d'un seul siège la majorité absolue, ce qui le conduit à maintenir la coalition noire-jaune avec le Parti populaire démocrate (FDP/DVP).
Il provoque une controverse le 11 avril 2007 à la suite de l'éloge funèbre qu'il prononce en mémoire de l'un de ses prédécesseurs Hans Filbinger, décédé dix jours plus tôt et forcé à la démission en 1978 après la révélation de son passé de juge sous le régime nazi. Au cours de son intervention, Oettinger affirme entre autres que son prédécesseur était « un opposant au régime nazi » qui « pouvait fuir les contraintes du régime aussi peu que des millions d'autres », soulignant que son activité de juge n'a jamais coûté la vie à personne. Trois jours plus tard, il maintient ses déclarations, affirmant ne rien regretter, avant de prendre finalement ses distances avec cette affirmation le 16 avril.

#### Commissaire européen
Le 24 octobre 2009, le futur gouvernement d'Angela Merkel annonce la nomination de Günther Oettinger comme prochain commissaire européen pour l'Allemagne en remplacement du social-démocrate Günter Verheugen. Il ne démissionne pas dans l'immédiat dans la mesure où la future Commission européenne doit être formée en vertu du traité de Lisbonne, alors ratifié par 26 pays sur les 27 de l'Union européenne.
Le 27 novembre 2009, José Manuel Durão Barroso annonce sa nomination comme commissaire à l'Énergie. La Commission européenne ayant reçu l'investiture du Parlement européen le 9 février 2009, Günther Oettinger prête serment dès le lendemain et démissionne de son mandat régional.
En novembre 2014, il traite la France de « pays déficitaire récidiviste », dénonce « le niveau élevé du coût de la main-d’œuvre et de l’impôt sur les salaires, l’augmentation de l’imposition des entreprises », et note « la perte de parts de marché à l’exportation au niveau mondial ». Il préconise de « profondes réformes structurelles » et demande que le nouveau délai accordé à la France pour corriger son déficit soit assorti de mesures concrètes et d'échéances précises. En réaction à ces propos, le Parti socialiste français, par l'entremise de son premier secrétaire Jean-Christophe Cambadélis, appelle à sa démission.

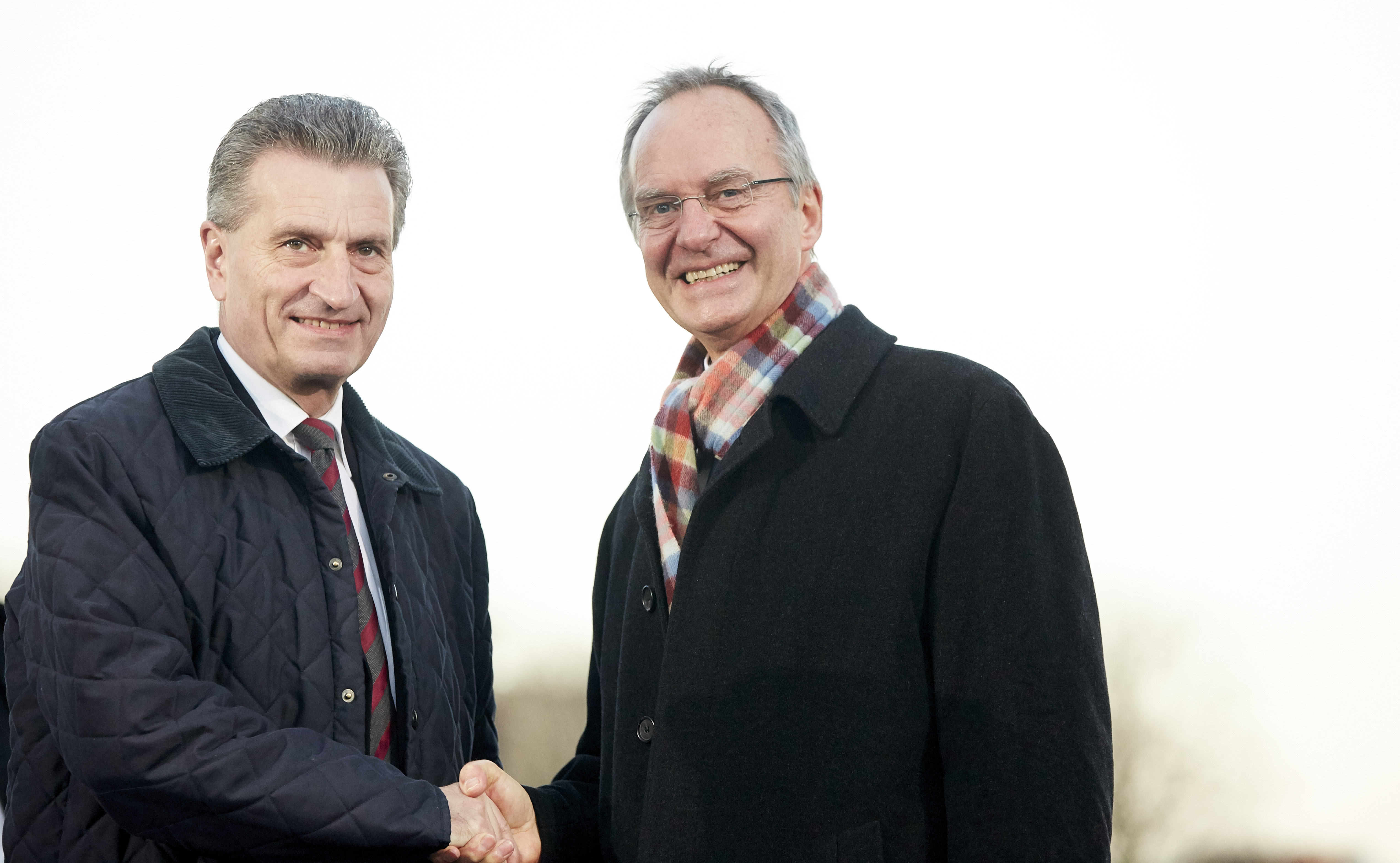
Günther Oettinger et le ministre néerlandais des Affaires économiques Henk Kamp, en janvier 2016 à Amsterdam.

En octobre 2016, lors d'un discours pour une fédération de chefs d'entreprises à Hambourg, il parle des Chinois « bridés » et tous « peignés de gauche à droite avec du cirage noir ». Il aborde aussi le mariage homosexuel qui sera selon lui « bientôt imposé » en Allemagne. Enfin, il estime, en parlant du refus de la Wallonie d'avaliser la signature du CETA sans clarification, qu'il est inacceptable qu'« une micro-Région gérée par des communistes bloque toute l'Europe ». En réaction à ces propos, le Parti socialiste belge, par l'entremise de son président Elio Di Rupo, demande au président de la Commission européenne Jean-Claude Juncker de condamner ces propos. Le commissaire européen présente finalement ses excuses.
Commentant le résultat des élections générales italiennes de 2018 (qui voient le Mouvement 5 étoiles et la Ligue du Nord l’emporter), il laisse entendre souhaiter une dégradation de la situation économique de l’Italie sous l'effet des marchés financiers afin de dissuader les électeurs de voter pour des « populistes » à l'avenir. Ses propos suscitent de vives réactions en Italie.
Après avoir quitté ses fonctions de commissaire européen en novembre 2019, il crée une société de consultance, lui permettant d'occuper une quinzaine de postes auprès du secteur privé tout en contournant la période de « rétractation » de deux ans qui lui était imposée.